# Puerto El Triunfo
Puerto El Triunfo è un comune del dipartimento di Usulután, in El Salvador, che si affaccia sull'oceano Pacifico.